# Ramin Əzizov
Ramin Qulam oğlu Əzizov (auch Ramin Azizov; * 8. Februar 1988 in Lənkəran, Aserbaidschanische SSR, Sowjetunion) ist ein aserbaidschanischer Taekwondoin. Er startet in der Gewichtsklasse bis 80 Kilogramm.
Əzizov gewann bei der Juniorenweltmeisterschaft 2005 in Baku seine erste internationale Medaille. Vier Jahre später startete er in seine ersten Titelkämpfe im Erwachsenenbereich, bei der Weltmeisterschaft in Kopenhagen schied er jedoch in seinem zweiten Gefecht aus. Əzizov konnte bei der Weltmeisterschaft 2011 in Gyeongju seine erste Medaille im Erwachsenenbereich gewinnen. Mit einem Viertelfinalsieg über Nesar Ahmad Bahave erreichte er das Halbfinale und erkämpfte Bronze. Bei der Europameisterschaft 2012 in Manchester erreichte er das Finale und gewann nach einer Niederlage gegen Aaron Cook mit Silber auch seine erste EM-Medaille.
Əzizov gewann im Jahr 2011 das internationale Olympiaqualifikationsturnier in Baku in der Gewichtsklasse bis 80 Kilogramm und qualifizierte sich für die Olympischen Spiele 2012 in London.